# Cyril Sherwood
Pour les articles homonymes, voir Sherwood.
Cyril Sherwood (1915-1996) est un agriculteur et un homme politique canadien du Nouveau-Brunswick.

## Biographie
Cyril Sherwood naît le 1er juillet 1915 à Midland, au Nouveau-Brunswick.
Progressiste-conservateur, il est nommé sénateur sur avis de Charles Clark le 3 octobre 1979 et le reste jusqu'à sa retraite, le 1er juillet 1990.
Il meurt le 10 décembre 1996.